# Melinda Rachfahl
Melinda Rachfahl (* 1990 in Berlin) ist eine deutsche Synchronsprecherin, sowie Sprecherin von Hörspielen & Hörbüchern.

## Leben
Melinda Rachfahl studierte Digital Design an der Dekra Hochschule für Medien in Berlin, gleichzeitig wurde sie zur Sprecherin ausgebildet. Seit 2013 ist sie als Synchronsprecherin tätig. Zu ihren Arbeiten gehören Spielfilme, TV-Serien und Zeichentrickserien.

## Synchronrollen (Auswahl)

### Filme
- 2016: Sing Street: Kelly Thornton als Ann Lawlor
- 2019: Avengers: Endgame: Emma Fuhrmann als Cassie Lang
- 2021: Neon Genesis Evangelion:  Evangelion: 3.0+1.01 Thrice Upon A Time: Miyuki Sawashiro als Sakura Suzuhara
- 2022: Der denkwürdige Fall des Mr Poe: Hadley Robinson als Mathilde 'Mattie' Landor
- 2022: Drifting Home: Kana Hanazawa als Juri Andou

### Serien
- 2006–2009: Love Trouble als Haruna Sairenji (Zeichentrickserie)
- 2007–2008: Clannad als Ryō Fujibayashi (Zeichentrickserie)
- 2016: Shameless für Jaylen Barron als Dominique Winslow
- 2016: Die Stadt, in der es mich nicht gibt für Kenya Kobayashi
- 2016–2020: The Ranch für Kelli Goss als Heather
- 2016–2020: Greenleaf für Desiree Ross als Sophia Greenleaf
- 2017–2019: Vikings für Alicia Agneson als Freydis
- 2018: Maniac für Sonoya Mizuno als Dr. Azumi Fujita
- 2018: Élite für María Pedraza als Marina
- 2018: Free! Dive to the Future für Yuka Terasaki als Misaki Kuramoto
- 2019: Carmen Sandiego als Ivy
- 2019: Legion für Lauren Tsai als Switch
- 2019: The Promised Neverland für Maaya Uchida als Norman
- 2019: Vinland Saga für Shizuka Ishigami als Thorfinn (jung)
- 2019: Dr. Stone für Reina Kondou als Ruby
- seit 2019: Date A Live für Misuzu Togashi als Origami Tobiichi
- 2020, 2024: Navy CIS für Abby Carter als Claire O'Donnell und für Marnee Carpenter als Alma Bolston
- 2020–2024: Star Trek: Lower Decks für Noël Wells als D’Vana Tendi
- seit 2021: Ginny & Georgia für Chelsea Clark als Norah
- 2022–2024: Heartstopper für Kizzy Edgell als Darcy Olsson
- 2022: More than a Married Couple, but Not Lovers. für Saki Miyashita als Shiori Sakurazaka
- seit 2022: Spy × Family für Natsumi Fujiwara als Damian Desmond
- seit 2023: Grey’s Anatomy für Midori Francis als Dr. Mika Yasuda
- 2023: Navy CIS: L.A. für Sigrid Owen als Mila Curren

## Hörspiele & Hörbücher (Auswahl)
- 2023: Operation Klebereis. Das Original-Hörspiel zur Serie, Edelkids Verlag & BookBeat (Carmen Sandiego (Zeichentrickserie))
- 2023: Anna Savas: SHINE BRIGHT – NEW ENGLAND SCHOOL OF BALLET, Lübbe Audio & Audible (mit Julian Tennstedt)
- 2024: Rebecca Ross: DIVINE RIVALS, Lübbe Audio & Audible, ISBN 978-3-96635-467-7